# Евдамід II
Евдамід II (дав.-гр. Εὐδαμίδας; д/н — 244 до н. е.) — цар Спарти близько 275—244 роках до н. е.

## Життєпис
Походив з династії Евріпонтидів. Син царя Архідама IV. Посів трон 275 років до н. е. Відомостей про нього обмежені. Одружився зі своєю стрийною Агесістратою. Ймовірно не виявляв політичного й військового хисту. Протягом усього панування фактично поступився ініціативою царям з династії Агіадів — Арея I, Акротата і Арея II.
Останнього письмова згадка про Евдаміда II сягає 263 року до н. е. Йому спадкував старший син Агіс IV.